# Räumung der Mainzer Straße
Die angeordnete Räumung der Mainzer Straße im damaligen Berliner Bezirk Friedrichshain am 14. November 1990 führte zu einer Straßenschlacht um 13 besetzte Häuser. Die Räumung führte zur Auflösung der rot-grünen Koalition im Senat und der Kenia-Koalition Gesamtberlins  seitens der Alternativen Liste (AL).

## Die Mainzer Straße in der DDR-Zeit

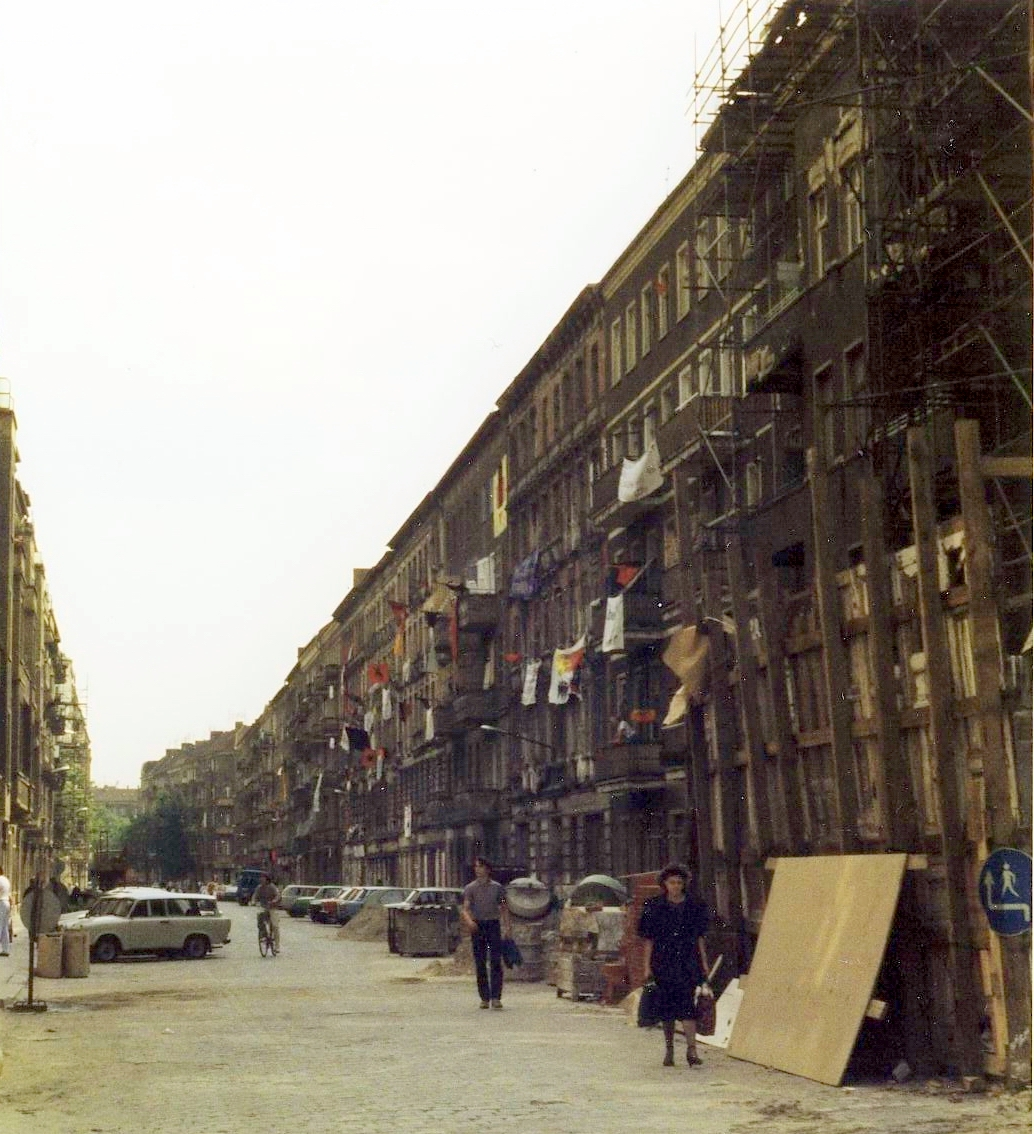
Besetzte Häuser in der Mainzer Straße

Nach Plänen der DDR-Regierung sollten die Mietskasernen in der Mainzer Straße ursprünglich abgerissen und wie bereits die Häuser in der nahe gelegenen Colbestraße durch Plattenbauten ersetzt werden. Am 29. November 1989 wurde das Vorhaben jedoch von der Regierung unter Hans Modrow gestoppt.

## Besetzung
Nach der politischen Wende zog es auch Autonome aus der Kreuzberger Hausbesetzerszene in den Osten der Stadt.
Am 29. April 1990 wurden nach einem Aufruf aus der DDR-Oppositionsgruppe Kirche von Unten in der Szene-Zeitschrift interim 13 der 28 Häuser in der Mainzer Straße besetzt. Die Mainzer Straße entwickelte sich daraufhin zum Zentrum der Friedrichshainer Hausbesetzerszene und zum Symbol der Ost-Berliner Hausbesetzerbewegung Anfang der 1990er. Sie stand für die „Tendenz, besetzte Häuser nicht mehr nur als Freiraum zur Selbstverwicklichung anzusehen, sondern auch als Orte der Konfrontation mit staatlichen Behörden und als Symbole einer politischen Selbstverortung.“ In den verschiedenen Häusern fanden jeweils Bewohner mit ähnlichen politischen oder kulturellen Interessen zusammen. In der Hausnummer 3 befand sich beispielsweise ein Frauen- und Lesbenhaus mit einem Frauencafé und in der Hausnummer 4 das heute noch in der Kastanienallee existierende Tuntenhaus mit einer Schwulen-Bar und einem Antiquariat für DDR-Literatur, das später in die Kastanienallee zog und dessen Bewohner großteils in der Schwulen- und Lesbenbewegung aktiv waren. Zu den Besetzern gehörte unter anderem Frederik Over (PDS/Die Linke), späteres Mitglied des Abgeordnetenhauses.
Zum 24. Juli übernahm der Ost-Berliner Magistrat die so bezeichnete „Berliner Linie“ aus West-Berlin für den Osten der Stadt, nach der neben der Tolerierung bereits besetzter Häuser Neubesetzungen umgehend unterbunden werden sollten. In der Folge verringerte sich die Zahl der Neubesetzungen deutlich. Gleichzeitig wurden die ersten Häuser geräumt.

## Ausschreitungen
Am Morgen des 12. November 1990 wurden die nach Inkrafttreten der Berliner Linie besetzten Häuser in der Pfarrstraße 112 und dem Seitenflügel der Cotheniusstraße 16 und anschließend auch das Haus in der Pfarrstraße 110 mit insgesamt 600 Polizeikräften innerhalb weniger als einer Stunde geräumt, weil nach Aussagen des damaligen Innensenators Erich Pätzold die entsprechenden Räumungsbegehren und Strafanträge der Eigentümer vorlagen. Laut Werner Throniker, dem damaligen Sprecher der Berliner Innenverwaltung, wurde der Polizei-Absperrring um die geräumten Häuser in der Pfarrstraße kurz nach der Räumung mit Steinen und Flaschen beworfen. Bei der Anlieferung des Baumaterials zur Verschließung der Gebäude kam es zu Rangeleien und Festnahmen von vier Personen, von denen zwei nach erkennungsdienstlicher Behandlung wieder freigelassen wurden.
Abgeordneten der BVV Lichtenberg wurde der Zugang zu den geräumten Häusern verweigert.
Mittags versammelten sich daraufhin etwa 50 Bewohner der Mainzer Straße zu einer Spontandemonstration auf der Frankfurter Allee. Aufgrund errichteter Barrikaden und ausgehobener Gräben am Ende der Straße drängte die Polizei die Demonstranten mit Tränengas, Wasserwerfern und Räumpanzern in die Mainzer Straße zurück, wobei auch am Straßenrand parkende Autos von den Räumfahrzeugen zur Seite gedrückt und teilweise auch Räume legal ansässiger Mieter mit Gas beschossen wurden.
Da die Polizei im Haus in der Mainzer Straße 9 eine Zentralstelle der Besetzer vermutete, wurden die Fenster des Gebäudes mit Wasserstrahlen zerschossen und die Räume mit Tränengasgranaten beworfen. Die Polizei versuchte daraufhin mehrfach, das Haus zu stürmen, was ihr jedoch von den mit Steinen werfenden Bewohnern nicht ermöglicht wurde.
Kurz darauf erschien der damalige Bezirksbürgermeister Helios Mendiburu, um zwischen den Besetzern und dem Polizeieinsatzleiter Werner Heine zu vermitteln und kündigte kurz darauf den Abzug der Polizei an. Einsatzkräfte waren jedoch bereits damit beschäftigt, ein besetztes Haus in der angrenzenden Scharnweberstraße zu räumen, mussten sich allerdings wegen Bewurfs mit Steinen und Beschusses mit Leuchtkugeln wieder zurückziehen.

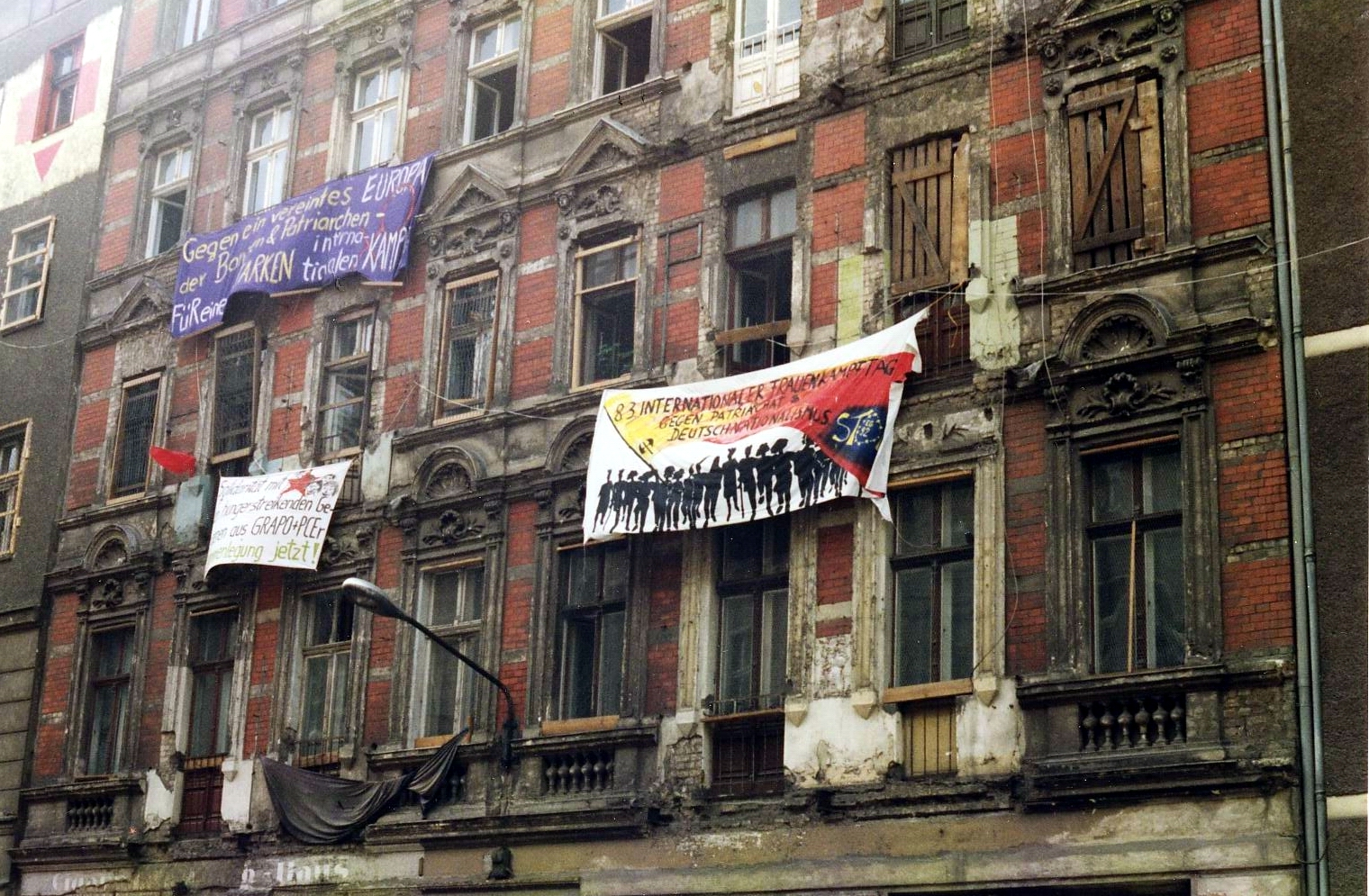
Alternative Wohnprojekte im Juni 1990

Am Nachmittag wurden sowohl an beiden Enden der Mainzer Straße als auch den umliegenden Straßen von den Besetzern Barrikaden errichtet und mit einem gestohlenen Schaufelbagger mehrere Gräben ausgehoben. Im Antiquariat in der Mainzer Straße 4 hielten die Besetzer um 17 Uhr eine Pressekonferenz, wobei Verhandlungsbereitschaft signalisiert und zu einer Großdemonstration für den 14. November aufgerufen wurde. Zeitgleich verteilten Aktivisten auf der Straße Flugblätter und sammelten Unterschriften gegen die bisherigen Räumungen. Der Besetzerrat forderte für den Abbau der Barrikaden politische Lösungen für alle besetzten Häuser, eine Nichträumungsgarantie über den Winter, die Rückgabe der geräumten Häuser und die Einstellung der gestellten Strafverfahren.
Abends zogen gegen 20:40 Uhr Polizeikräfte mit einem Wasserwerfer von der Warschauer Straße über die Boxhagener Straße Richtung Mainzer Straße. Eine Menschenkette, darunter auch der Bezirksbürgermeister, versuchte die Einsatzkräfte aufzuhalten, wurden jedoch von dem Wasserwerfer auseinandergetrieben, der in mehreren Schüben Wasser und Tränengas in die Mainzer Straße sprühte.
Als weitere Barrikade stoppten Hausbesetzer eine Straßenbahn der Linie 13 vor der Mainzer Straße und verhinderten deren Weiterfahrt, wodurch die Polizeimaßnahmen aus der Boxhagener Straße behindert wurden.
Am späteren Abend verkündete die Polizei mit einer Lautsprecherdurchsage, dass die polizeilichen Maßnahmen beendet und „keinerlei Maßnahmen bei den Häusern Mainzer Straße geplant“ seien. Kurz darauf wurde jedoch weiterhin ein Wasserwerfer von der Boxhagener Straße aus eingesetzt. Wenig später ging ein von einem Molotowcocktail getroffener Straßenbahnwagen in Flammen auf und wurde von einem Wasserwerfer gelöscht.
Nachdem die Boxhagener Straße aufgrund zahlreicher Barrikaden nicht mehr befahrbar war, entstanden zunehmende Ausschreitungen an der Barrikade Mainzer Straße Ecke Frankfurter Allee.
Währenddessen war die Bürgerrechtlerin Bärbel Bohley von der Mainzer Straße 4 aus telefonisch um Verhandlungen bemüht. Während ihr der Innenstadtrat Thomas Krüger mitteilte, dass es sich bei dem Einsatz um eine reine Polizeiaktion handele, schob die Einsatzleitung der Polizei die Verantwortung jedoch auf den Senat Momper.
Am späten Abend hatte sich die Polizei sternförmig um die Mainzer Straße aufgestellt und begann um 23 Uhr die Barrikaden mit Hilfe von Räumungsfahrzeugen zu beseitigen. Später formierte sich eine weitere Menschenkette, an der sich neben Bohley weitere Politiker von Bündnis 90 beteiligten und durch den Einsatz eines Wasserwerfers auseinandergetrieben wurde.
Polizeipräsident Georg Schertz traf sich um Mitternacht mit Innensenator Erich Pätzold und Bausenator Wolfgang Nagel, um das weitere Vorgehen zu besprechen. Währenddessen gaben die Vermittler in der Mainzer Straße 4 eine Pressekonferenz und legten eine Erklärung vor, die unter anderem auch von Bärbel Bohley, Reinhard Schult (Neues Forum), Rainer Börner (PDS), Harms Riediger (SPD) und dem Mitglied der Stadtverordnetenversammlung Gabriele Zekina (Unabhängiger Frauenverband) unterzeichnet war. Die sich seit Mittag in der Mainzer Straße aufhaltenden Unterzeichner forderten darin den Abzug der Polizei und Verhandlungen mit den für die Räumungsaktionen Verantwortlichen. Ihr Ziel war, die besetzten Häuser durch Verträge zu legalisieren.
Kurz darauf rückte die Polizei in die Colbe- und Kinzigstraße ein und versuchte über die Hinterhöfe in die Mainzer Straße vorzudringen, während auf der Frankfurter Allee etwa 1500 Menschen unter Beschuss von Wasserwerfern demonstrierten.
Die Situation beruhigte sich gegen 2 Uhr morgens, nachdem sich die Polizei zurückgezogen hatte. Laut Georg Schertz waren insgesamt 1500 Polizisten gegen etwa 500 bis 600 Autonome im Einsatz. 137 Beamte seien verletzt worden, sechs davon schwer. 20 Personen wurden wegen Landfriedensbruch festgenommen.
Am Folgetag betonten die Besetzer auf einer Pressekonferenz erneut, die Barrikaden abzubauen, sofern garantiert werde, die Häuser nicht zu räumen. Erich Pätzold kündigte jedoch am Nachmittag auf einer Pressekonferenz an, härter gegen die schweren Krawalle der Besetzer vorgehen zu wollen. Der Landesvorsitzende der CDU, Eberhard Diepgen, forderte die sofortige Räumung der besetzten Häuser in der Mainzer Straße.
Während der Regierende Bürgermeister Walter Momper zu einem dienstlichen Besuch in Moskau weilte, entschied der Innensenator am 13. November, die Häuser in der Mainzer Straße räumen zu lassen. Nach Aussage des Koalitionspartners AL sei dies jedoch nicht mit der AL abgesprochen worden. Momper dagegen behauptete, die Entscheidung sei „unter Einschluss der Grünen“ getroffen worden, und sieht in der Gegenposition eine „Legende“.
Noch in der Nacht auf den 14. November bot sich der evangelische Bischof Gottfried Forck dem Polizeipräsidenten als Vermittler an. Forck bemühte sich später auch um die Freilassung der gefangenen Besetzer.

## Räumungsverlauf
Die Barrikaden wurden über Nacht von den Hausbesetzern erhöht, um ein Durchkommen der Polizei zu verhindern.
Im Morgengrauen wurde ein Kellerbrand in der Mainzer Straße 23, einem Haus mit regulären Mietern, auf der gegenüberliegenden Seite der besetzten Hauser festgestellt und die Feuerwehr alarmiert. Die Besetzer versuchten bis zum Eintreffen der Feuerwehr den Brand mit Eimern voll Wasser sowie Sand zu löschen, was nicht gelang. Sie erleuchteten in der Zeit die Straße mit an den besetzten Häusern, wegen zuvor stattgefundenen Angriffen von Neonazis, angebrachten Scheinwerfern. Somit wurde sichtbar, wie viele Menschen sich gerade in der Mainzer Straße außerhalb der Häuser befanden.
Unter Einsatz von zehn Wasserwerfern, Hubschraubern, Tränengas und Schusswaffen begannen etwa 3000 Polizisten gegen sechs Uhr morgens mit der Räumung. Demonstranten, die das Vorrücken der Polizei mit einer Menschenkette an der Boxhagener Straße verhindern wollten, wurden abgedrängt und die Beamten vereinzelt mit Steinen beworfen. Etwa anderthalb Stunden später drang die Polizei nach der dritten Räumungsaufforderung zunächst über die Boxhagener Straße in die Mainzer Straße vor, die von etwa 500 Autonomen mit Steinen und Molotowcocktails verteidigt wurde. Kurz darauf gelangten Beamte des Spezialeinsatzkommandos auf die Dächer, um sich abzuseilen und durch die Fenster in die Häuser zu gelangen. Der Hubschraubereinsatz wurde abgebrochen, nachdem die Luftfahrzeuge mit Leuchtkugeln beschossen worden waren.
Ein Großteil der Häuser war nach rund zwei Stunden geräumt. Die letzten Besetzer und deren Unterstützer, die sich zum Teil in einzelnen Zimmern verbarrikadiert hatten, wurden erst einige Zeit später von der Polizei festgesetzt und, nachdem man sie auf den Hinterhöfen durchsucht hatte, einige Stunden darauf in verschiedene Polizeireviere verbracht. Die Straße wurde von der Polizei mit Gittern abgesperrt und in den Häusern mit der Beweismittel- und Spurensuche begonnen. Insgesamt gab es 417 Festnahmen, darunter auch Abgeordnete, und etwa 70 verletzte Polizeibeamte.
Der Polizeisprecher erklärte, es „läge ein Räumungsbegehren der zuständigen Wohnungsbaugesellschaft vor“. Dort aber fand sich niemand, der das in den vorherigen beiden Tagen gestellt hätte. Am Nachmittag äußerten sich Innensenator Pätzold und Regierender Bürgermeister Momper auf einer Pressekonferenz im Rathaus Schöneberg und kritisierten die „Verrohung“ und „Gewaltkriminalität“ in der Besetzerszene. Die Besetzer seien laut Momper nicht zu Verhandlungen bereit gewesen. Zeitgleich fand im Haus der Demokratie eine Pressekonferenz mit Bärbel Bohley und Siegfried Zoels statt, auf der eine ungenügende Bereitschaft der Verantwortlichen für eine politische Lösung kritisiert wurde.
Etwa 10.000 Demonstranten versammelten sich am Abend auf dem Senefelderplatz, um gegen die Räumung zu protestieren, und zogen für eine Zwischenkundgebung zum Roten Rathaus und anschließend weiter zum Frankfurter Tor. Dort widersetzte sich der Demonstrationszug der Aufforderung der Polizei, in die Bersarinstraße abzubiegen. Nach ersten Steinwürfen und dem Einsatz von Tränengas kam es daraufhin zu erneuten Ausschreitungen.

## Polizeistrategie
Polizeipräsident Schertz sah aufgrund der Ausschreitungen vom Vortag die Notwendigkeit für schnelles Handeln. Daher sei der Einsatz nur kurzfristig vorbereitet worden. Die Räumung wurde dennoch, unter anderem aufgrund der Lichtverhältnisse, erst am folgenden Morgen durchgeführt. Da die Häuser überwiegend von oben herab mit Wurfgeschossen von den Besetzern verteidigt wurden, nahm ein Spezialeinsatzkommando zunächst die Dächer ein, um sich von dort durch die Fenster in die Wohnräume abzuseilen, während zugleich die Eingangstüren aufgebrochen und das Gebäude auch durch das Treppenhaus erschlossen wurde.
Für die Räumung bekam die Berliner Polizei Unterstützung vom Bundesgrenzschutz sowie von 1200 Beamten der Polizei Nordrhein-Westfalen und 300 der Polizei Niedersachsen gestellt.

## Folgen und weitere Entwicklung

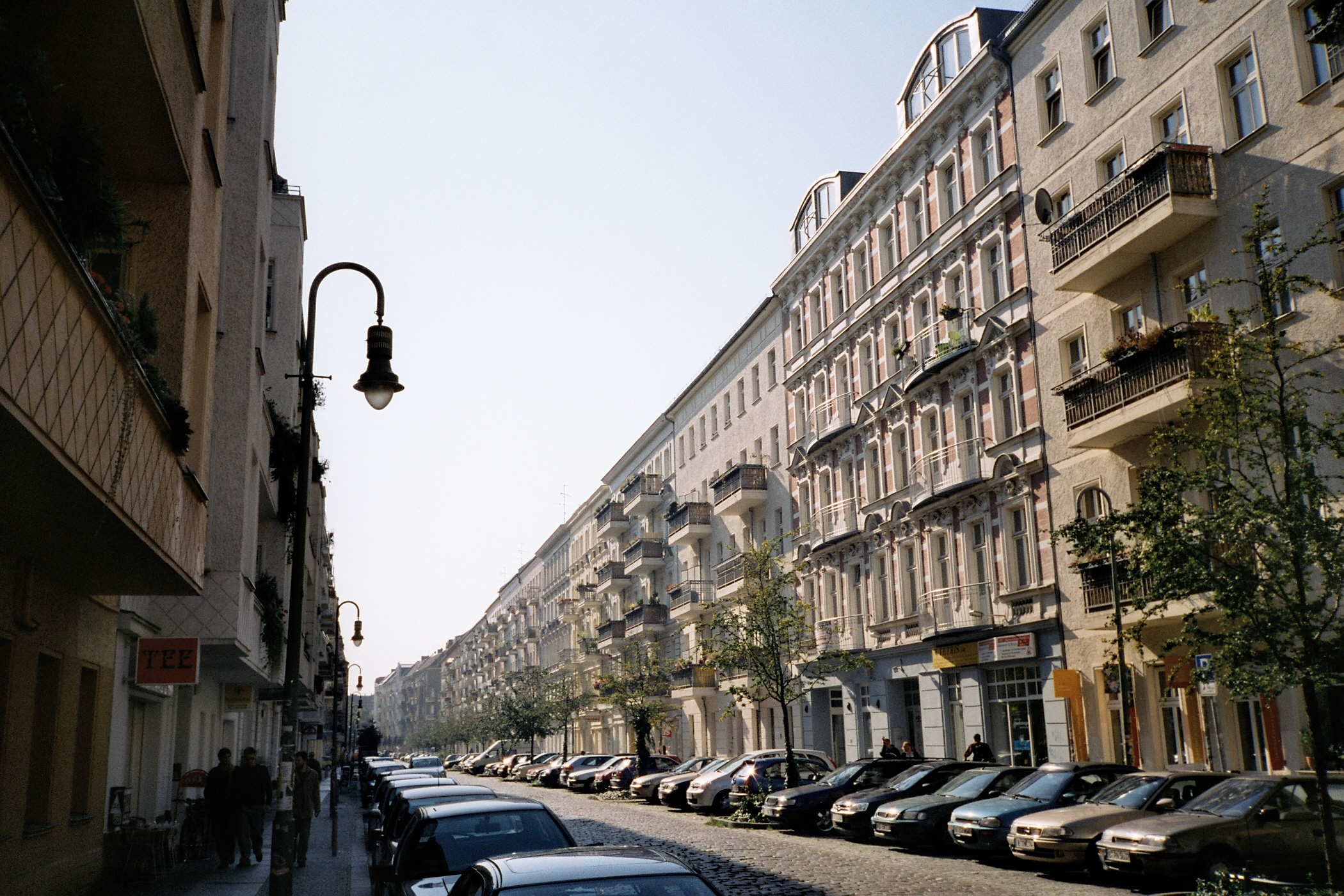
Später erinnerte in der Mainzer Straße nichts mehr an die Vorfälle und Auseinandersetzungen von 1990 (Foto von 2006)

Nach der Räumung war die Mainzer Straße verwüstet. Die Senatorinnen Anne Klein, Michaele Schreyer und Sybille Volkholz traten zurück. Am 16. November erklärte Renate Künast die rot-grüne Koalition im Senat und damit die seinerzeit durch Art. 16 des Einigungsvertrags bestehende Kenia-Koalition Gesamtberlins (sog. MagiSenat) seitens der AL für beendet. Künast warf der SPD vor, bereits durch die Räumungen am Vortag „eine neue Welle der Gewalt“ provoziert zu haben. Die SPD betonte jedoch, dass die Häuser in der Pfarrstraße 110 und 112 sowie der Cotheniusstraße 16 erst besetzt wurden, nachdem die Berliner Linie beschlossen worden war, welcher auch die Alternative Liste zugestimmt hatte. Künast beklagte außerdem, dass die Alternative Liste von dem Einsatz „weder informiert noch konsultiert“ worden sei und Pätzold „Vermittlungsversuche“ von AL-Abgeordneten „unbeantwortet“ gelassen habe.
Als Reaktion auf die Straßenschlachten rief der Bezirk Mitte einen Runden Tisch mit dem Ziel ein, eine Legalisierung der Besetzungen zu erreichen. Nach dem Scheitern in der Mainzer Straße, „besetzte Häuser militant durchzusetzen“, orientierten sich auch die Besetzer mehrheitlich an Verhandlungslösungen. Etwa drei Viertel der besetzten Häuser schlossen in der Folge Verträge ab. Zwischen 1996 und 1998 ließ der damalige Innensenator Jörg Schönbohm von der CDU nach und nach die letzten noch besetzten Häuser in Friedrichshain räumen.
Der Senat forderte zunächst von der GSW, die geräumten Häuser in der Mainzer Straße zuzumauern, zahlte dann jedoch etwa 25 Millionen Euro für Sanierungen im Jahr 1992.

## Musikalische Verarbeitung
Die Räumung der Mainzer Straße wurde 1992 von der Punkband Dritte Wahl in dem Lied Mainzer Straße thematisiert, ebenso 1994 von der Punkband Abfallsozialprodukt auf ihrem Album Keine Macht den Faschisten.
Außerdem behandelte das Einpersonen-Musikprojekt Quetschenpaua des Musikers Yok das Thema aus der Sicht der autonomen Szene in seinem Mainzerstraßenlied.

## Filme
- Kollektiv Mainzer Straße: Sag niemals nie. Berlin 1991, 100 min, Video-Dokumentation über die Mainzer Straße und die Räumung.[15]
- Katrin Rothe: Herzlichen Glückwunsch zum Geburtstag – die Mainzer wird geräumt. Dokumentarfilm 2010.
- Die US-amerikanische Regisseurin Juliet Bashore drehte zwei Filme über das Tuntenhaus. Im ersten (The Battle of Tuntenhaus) geht sie neben dem Leben im Haus vor allem ein auf die Nazi-Bedrohung, die unter anderem von dem von Rechten besetzten Haus in der Weitlingstraße ausging. Im zweiten Film interviewt sie Bewohner rund zwei Jahre nach der Räumung.[16]
- Tim Lienhard: Montagsreportage: Mainzer Straße. 30 min, WDR Fernsehen 1990.